# Andernos-les-Bains
Andernos-les-Bains – miejscowość i gmina we Francji, w regionie Nowa Akwitania, w departamencie Gironde.
Według danych na rok 1990 gminę zamieszkiwało 7176 osób, a gęstość zaludnienia wynosiła 359 osób/km² (wśród 2290 gmin Akwitanii Andernos-les-Bains plasuje się na 49. miejscu pod względem liczby ludności, natomiast pod względem powierzchni na miejscu 528.).

## Współpraca
- Largs, Wielka Brytania